# 東溫思羅普 (緬因州)
東溫思羅普（英語：East Winthrop）是位於美國緬因州肯納貝克縣的一個非建制地區。

## 地理
東溫思羅普所處的海拔為高於海平面93米（即305英呎），而該地所採用的時區為UTC-5，即北美东部時區（EST）。同時該地設有夏令時間，為UTC-5調快一小時，即UTC-4（EDT）。